# Обандо (Колумбия)
Обандо (исп. Obando) — город и муниципалитет на западе Колумбии, на территории департамента Валье-дель-Каука. Входит в состав Северного субрегиона.

## История
Поселение, из которого позднее вырос город, было основано в 1890 году. Муниципалитет Обандо был выделен в отдельную административную единицу в 1928 году.

## Географическое положение
Город расположен в северной части департамента, предгорьях Центральной Кордильеры, к востоку от реки Каука, на расстоянии приблизительно 132 километров к северо-востоку от города Кали, административного центра департамента. Абсолютная высота — 932 метра над уровнем моря.
Муниципалитет Обандо граничит на севере с территорией муниципалитета Картаго, на западе — с муниципалитетом Торо, на юго-западе — с муниципалитетом Ла-Уньон, на юге — с муниципалитетом Ла-Виктория, на востоке — с территорией департамента Киндио. Площадь муниципалитета составляет 213 км².

## Население
По данным Национального административного департамента статистики Колумбии, совокупная численность населения города и муниципалитета в 2015 году составляла 14 980 человек.
Динамика численности населения муниципалитета по годам:
| 2005   | 2006   | 2007   | 2008   | 2009   | 2010   | 2011   | 2012   | 2013   | 2014   | 2015   |
| ------ | ------ | ------ | ------ | ------ | ------ | ------ | ------ | ------ | ------ | ------ |
| 14 380 | 14 425 | 14 473 | 14 525 | 14 580 | 14 638 | 14 700 | 14 765 | 14 834 | 14 905 | 14 980 |

Согласно данным переписи 2005 года мужчины составляли 50,6 % от населения Обандо, женщины — соответственно 49,4 %. В расовом отношении белые и метисы составляли 92,6 % от населения города; негры, мулаты и райсальцы — 7 %; индейцы — 0,4 %.
Уровень грамотности среди всего населения составлял 85,2 %.

## Экономика
Основу экономики Обандо составляет сельское хозяйство.
67 % от общего числа городских и муниципальных предприятий составляют предприятия торговой сферы, 27 % — предприятия сферы обслуживания, 4,8 % — промышленные предприятия, 1,2 % — предприятия иных отраслей экономики.

## Транспорт
Через город проходит национальное шоссе № 25 (исп. Ruta Nacional 25).